# Sauris vetustata
Sauris vetustata là một loài bướm đêm trong họ Geometridae.